# Йохан I фон Лихтенберг
Йохан I фон Лихтенберг Стари (на немски: Johann I von Lichtenberg d. A.; * 1281; † 22 август 1315) от младата линия Лихтенберг е господар на Лихтенберг и фогт в Елзас.
Той е вторият син на Лудвиг II († 1271), фогт в Елзас, и съпругата му маркграфиня Елизабет фон Баден, вдовица на граф Еберхард V фон Еберщайн († 1248/1253), която е дъщеря на маркграф Херман V фон Баден († 1243). Внук е на Лудвиг I (1206 – 1252), фогт в Страсбург, и първата му съпруга Елизабет. Племенник е на Хайнрих II († 1269), на Конрад III († 1299), епископ на Страсбург от 1273 г., и на Фридрих I († ок. 1306), епископ на Страсбург от 1299 г. Брат е на Рудолф (1270 – 1273) и Зигебодо/Зигбодо II († 1314), който е епископ на Шпайер от 1302 г.
През 1271 г. фамилията се разделя на стар и млад клон. Бащата на Йохан умира почти по същото време като дядо му Лудвиг I. Йохан I обаче получава наследството. То обаче реално е поделено едва през 1330 г. Йохан I, който е от младата линия, става опекун на Йохан II († 13 февруари 1366) от старата линия, който е син на Конрад I († 1294) и внук на Хайнрих II фон Лихтенберг († 1269), който се пада чичо на Йоахн I.

## Фамилия
Йохан I фон Лихтенберг се жени пр. 2 април 1295 г. за Аделхайд фон Верденберг (* ок. 1257; † сл. 13 октомври 1343), дъщеря на граф Хуго I фон Верденберг-Хайлигенберг († 1280) и Мехтилд фон Нойфен († сл. 1267). Те имат децата:
- дете
- Елизабет (1311 – 1314), омъжена за Валтер IV фон Геролдсек (1312 – 1340/1355)
- Йохан III (II) Млади (fl 1314; † пр. 7 февруари 1327), женен за Матилда фон Сарбрюкен († сл. 1322), дъщеря на граф Йохан I фон Сарбрюкен[4]
- Лудвиг III († 1369/1382), женен за Хилдегард фон Финстинген-Бракенкопф (1349 – 1382/1386)
- Аделхайд (1345, † 25 октомври 1383)
- Сузана (1308 – 1317), омъжена за граф Улрих фон Верд, ландграф в Елзас († 16 септември 1344)
- Херман († 1335), канцлер на император Лудвиг Баварски и епископ на Вюрцбург (1333 – 1335)
- Хайнрих